# استان کاستیا
استان کاستیا (به اسپانیایی: Provincia de Castilla) یک استان در پرو است که در منطقه ارکیپا واقع شده‌است. استان کاستیا ۶٬۹۱۴٫۴۸ کیلومتر مربع مساحت و ۳۶٬۵۶۸ نفر جمعیت دارد.